# Сэмпсон, Джулия
Джулия Сэмпсон (англ. Julia Sampson, в замужестве Хейворд, англ. Hayward; 2 февраля 1934, Лос-Анджелес — 27 декабря 2011, Ньюпорт-Бич, Калифорния) — американская теннисистка-любительница. Победительница чемпионата Австралии (1953) в женском и смешанном парном разряде, четырёхкратная финалистка турниров Большого шлема в разных разрядах.

## Биография
Родилась в феврале 1934 года в Лос-Анджелесе в семье Ральфа и Альберты Сэмпсон. Росла в городке Сан-Марино (Калифорния), училась в средней школы Пасадины, а затем в Университете штата Калифорния.
Во взрослых теннисных турнирах выступала с 1950 года, в 1951 году впервые приняла участие в чемпионате США, где на следующий год дошла до третьего круга после победы над сеяной под шестым номером Сатико Камо. В этом и следующем годах Ассоциация тенниса Соединённых Штатов включала Сэмпсон в список десяти лучших теннисисток страны по итогам сезона.
Лучшим в карьере Сэмпсон стал 1953 год. Уже в начале сезона она дошла до финала чемпионата Австралии во всех трёх категориях и победила в двух из них — в женском парном разряде с Морин Коннолли и в миксте с хозяином корта Рексом Хартвигом. Сэмпсон и Коннолли встретились в обоих финалах, где не играли вместе, и разделили титулы: в одиночном разряде будущая обладательница Большого шлема победила, а в миксте проиграла. Коннолли и Сэмпсон вместе дошли до финала и двух следующих турниров Большого шлема — в чемпионате Франции и Уимблдонском турнире, но в обоих случаях уступили, причём на Уимблдоне их встреча с Дорис Харт и Ширли Фрай закончилась со счётом 0:6, 0:6 — единственный случай «сухого» разгрома в женских финалах этого турнира. В одиночном разряде на Уимблдоне Сэмпсон пробилась в четвертьфинал, обыграв восьмую ракетку турнира Нелли Ландри, после чего уступила посеянной под третьим номером Фрай; во время пребывания в Европе она также дошла до финала чемпионата Швеции в одиночном разряде, где проиграла Коннолли. На последнем турнире Большого шлема 1953 года Сэмпсон снова добралась до финала, но в миксте. Её партнёром, как и в Австралии, был Хартвиг, но повторить успех они тоже не смогли, проиграв в трёх сетах.
После 1954 года Сэмпсон сократила объём выступлений, фактически завершив игровую карьеру в 1957 году. На следующий год она вышла замуж за Дэниела Хейворда, которому родила трёх детей — дочь и двух сыновей. Пара некоторое время проживала в Пасадине, но позже Джулия с детьми переехала в Ньюпорт-Бич, где растила их одна. Она работала учительницей в местных школах и продолжала выступать в турнирах ветеранов, в которых завоевала 21 национальный титул. Умерла в декабре 2011 года у себя дома в Ньюпорт-Биче, оставив после себя троих детей.

## Финалы турниров Большого шлема за карьеру

### Одиночный разряд (0-1)
| Результат | Год  | Турнир              | Покрытие | Соперница в финале | Счёт в финале |
| --------- | ---- | ------------------- | -------- | ------------------ | ------------- |
| Поражение | 1953 | Чемпионат Австралии | Трава    | Морин Коннолли     | 3-6 2-6       |

### Женский парный разряд (1-2)
| Результат | Год  | Турнир              | Покрытие | Партнёрша      | Соперницы в финале             | Счёт в финале |
| --------- | ---- | ------------------- | -------- | -------------- | ------------------------------ | ------------- |
| Победа    | 1953 | Чемпионат Австралии | Трава    | Морин Коннолли | Мэри Бевис-Хотон Берил Пенроуз | 6-4 6-2       |
| Поражение | 1953 | Чемпионат Франции   | Грунт    | Морин Коннолли | Ширли Фрай Дорис Харт          | 4-6 3-6       |
| Поражение | 1953 | Уимблдонский турнир | Трава    | Морин Коннолли | Ширли Фрай Дорис Харт          | 0-6 0-6       |

### Смешанный парный разряд (1-1)
| Результат | Год  | Турнир              | Покрытие | Партнёр      | Соперники в финале                 | Счёт в финале |
| --------- | ---- | ------------------- | -------- | ------------ | ---------------------------------- | ------------- |
| Победа    | 1953 | Чемпионат Австралии | Трава    | Рекс Хартвиг | Морин Коннолли Гамильтон Ричардсон | 6-4 6-3       |
| Поражение | 1953 | Чемпионат США       | Трава    | Рекс Хартвиг | Дорис Харт Вик Сейшас              | 2-6 6-4 4-6   |